# Valkoinen peura
Valkoinen peura (internationale titel: The White Reindeer) is een Finse film uit 1952, geregisseerd door Erik Blomberg. De hoofdrollen worden vertolkt door Mirjami Kuosmanen en Kalervo Nissilä.

## Verhaal
De film speelt zich af in Fins Lapland. Pirita wordt verliefd op rendierhoeder Aslak, en ze trouwen. Aslak is vaak lang van huis, en Pirita voelt zich eenzaam. Zij vraagt de lokale sjamaan om hulp; zij spreekt een toverspreuk uit, en raadt Pirita aan om het eerste levende wezen dat ze tegenkomt aan het Hogere te offeren, waarna elke man verliefd wordt op haar. Ongelukkerigwijze is het eerste wezen dat Pirita tegenkomt een wit rendierkalf, dat door Aslak is vrijgelaten. Pirita volgt de raad aan van de sjamaan op, maar de magie mislukt; bij elke volle maan krijgt Pirita heksenkrachten en verandert ze in een wit rendier dat mannen aanvalt en vermorzelt.
De film kreeg in 1953 een Golden Globe in de categorie Beste Buitenlandse film.

## Rolverdeling
| Acteur            | Personage              |
| ----------------- | ---------------------- |
| Mirjami Kuosmanen | Pirita en Maarita      |
| Kalervo Nissilä   | Aslak                  |
| Åke Lindman       | boswachter             |
| Arvo Lehesmaa     | Tsalkku-Nilla          |
| Jouni Tapiola     | rendierherder          |
| Tyyne Haarla      | oudere vrouw           |
| Pentti Irjala     | spreker                |
| Edvin Kajanne     | rendierherder          |
| Kauko Laurikainen | man in Laplander's hut |
| Heimo Lepistö     | rijke man              |
| Osmo Osva         | rendierherder          |
| Aarne Tarkas      | bruidegom              |
| Inke Tarkas       | bruid                  |
| Evald Terho       | Pirita’s vader         |
| Kaarlo Wilska     | rendierherder          |